# Solenopsis vorax
Solenopsis vorax es una especie de hormiga del género Solenopsis, subfamilia Myrmicinae. Solenopsis vorax es una especie de hormiga perteneciente al género Solenopsis, dentro de la subfamilia Myrmicinae. Su descripción taxonómica fue realizada por Santschi en 1934. Aunque la información sobre esta especie es limitada, se sabe que se encuentra principalmente en Rusia, lo que indica que su hábitat podría estar relacionado con climas fríos o templados. Como ocurre con otras especies del género Solenopsis, es probable que habite en suelos arenosos o zonas abiertas donde pueda construir sus nidos subterráneos.
A nivel ecológico, las hormigas del género Solenopsis suelen ser omnívoras, alimentándose tanto de insectos como de restos vegetales. Algunas especies del mismo género, como Solenopsis invicta, son conocidas por su comportamiento agresivo y su capacidad invasiva, aunque no se ha documentado específicamente este comportamiento en Solenopsis vorax

## Distribución
Esta especie se encuentra en Rusia.